# Melecitosa

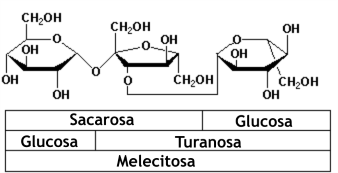
Dibujo de los diferentes azúcares

La melecitosa, o melicitosa, es un glúcido trisacárido no reductor, que se puede extraer de jugos de varios árboles, incluyendo alerces, pino Douglas Pseudotsuga, o de miel hecha de esas exudaciones. Puede parcialmente hidrolizarse a glucosa y a turanosa, siendo ésta un isómero de la sacarosa.